# The Crow (personnage)
Pour les articles homonymes, voir The Crow.
 (novembre 2014).
Si vous disposez d'ouvrages ou d'articles de référence ou si vous connaissez des sites web de qualité traitant du thème abordé ici, merci de compléter l'article en donnant les références utiles à sa vérifiabilité et en les liant à la section « Notes et références ».
The Crow (« le Corbeau » en français), de son vrai nom Eric Draven, est un personnage fictif créé par James O'Barr dans la série de comics The Crow publiée dès 1989. Il a été incarné par Brandon Lee dans un film en 1994 et par Mark Dacascos dans une série télévisée sorti en 1998. Différentes versions du personnage seront présentes dans d'autres films de la franchise.

## Biographie fictive d'Eric Draven
Eric Draven est un guitariste de rock. Le soir de la Nuit du Diable, la nuit précédant Halloween, sa petite amie Shelly Webster est agressé de manière très violente dans leur appartement par quatre truands. Éric Draven rentra et fut tué par ceux-ci. Shelly succomba à ses blessures 30h plus tard. Un an plus tard, un mystérieux corbeau ramène Eric à la vie. Retournant à l'appartement après sa résurrection, celui-ci a des visions de tout le mal subi par bien aimée. Eric entra dans une rage vengeresse et entreprit de tuer les responsables de la mort de Shelly. Il retourne ensuite dans l'au-delà, pouvant enfin trouver le repos.

## Les pouvoirs de The Crow
Que ce soit dans les films ou la série du même nom, il n a qu'un pouvoir connu : celui de ne pas pouvoir mourir, même après s'être fait vider plusieurs chargeurs d'armes à feu dessus ; la personne revient quand même à la vie. Mais dans la série on comprend que ce pouvoir a besoin d'un temps limite pour agir suivant l'importance du coup reçu ; en cas de coup de couteau, l'effet est presque immédiat, dans le cas d'une balle de pistolet, The Crow doit attendre quelque temps.
Dans la série la personne a le pouvoir de reprendre apparence humaine quand celui-ci est calme et posé, mais se transforme (par le biais d'un maquillage blanc et noir) en The Crow.
Il aurait aussi le pouvoir de transmettre la souffrance des victimes de son adversaire, s'il a auparavant touché un objet appartenant à cette victime.

## Le serpent, l'ennemi de The Crow
Les corbeaux n'ont pas vraiment d'ennemis mis à part les démons. Il faudra attendre la création de la série pour que les serpents apparaissent. Les serpents disposent des mêmes pouvoirs que ceux des corbeaux (à savoir : cicatriser vite, ne pas pouvoir mourir, et pouvoir transmettre la souffrance d'une ancienne victime), mais ils disposent en plus d'une arme (un couteau), qui peut parvenir à vaincre le Corbeau, mais qui est aussi le seul moyen de vaincre un serpent.
Les serpents sont tous accompagnés de l'animal qu'ils représentent (un python) et les règles sont les mêmes que pour les corbeaux : l'humain voit à travers les yeux du serpent, quand le serpent est blessé l'humain souffre, mais quand c'est l'humain qui souffre le serpent ne souffre pas.

## Les interprètes de The Crow
Brandon Lee interprète Eric Draven dans le film en 1994. Mark Dacascos reprendra le rôle dans la série télévisée, diffusée entre 1998 et 1999. Dans un épisode de la série (Rendez-vous en enfer), une femme revient d'entre les morts de la même manière qu'Eric Draven.
Dans The Crow, la cité des anges (1996), Vincent Pérez incarne un nouveau The Crow, Ash Corven. Tué avec son fils par Curve, il revient d'entre les morts et sera initié au pouvoir de The Crow par la jeune Sarah (jeune enfant dans le premier film, devenue adulte dans ce second opus) et l'oiseau funeste.
Dans The Crow 3: Salvation (2000), Eric Mabius incarne Alex Corvis. Il est condamné à mort pour le meurtre de sa petite amie qui a été violée et poignardée. Il finit par revenir d'entre les morts grâce au corbeau pour retrouver les véritables responsables de la mort de sa bien-aimée et finir par reposer en paix.
Dans The Crow: Wicked Prayer (2005) Edward Furlong interprète Jimmy Cuervo. Il est tué avec sa petite amie par son ancien dealer, Luc Crash. Ce dernier les offre en sacrifice afin d'obtenir des pouvoirs démoniaques et endosser le rôle de Satan. Jimmy finira par revenir d'entre les morts grâce au corbeau afin d'arrêter ce démon et assouvir sa vengeance.
Dans The Crow (2024, Rupert Sanders), Bill Skarsgård reprend le rôle d'Eric Draven.